# Fernand Isselé
Fernand Bertrand Isselé (* 22. Februar 1915 in Brügge; † Mai 1994) war ein belgischer Wasserballspieler, der bei Olympischen Spielen eine Bronzemedaille und bei Europameisterschaften zwei Bronzemedaillen gewann.

## Karriere
Fernand Isselé spielte für den Verein Cercle de Natation de Bruxelles, der von 1935 bis 1949 den belgischen Meistertitel gewann außer 1944 und 1945, als kriegsbedingt keine Meisterschaft ausgetragen wurde.
Bei der Europameisterschaft 1934 in Magdeburg wurden die Belgier in der Vorrunde Zweite hinter den Ungarn, wobei Isselé bei der 1:5-Niederlage gegen die Ungarn den einzigen Treffer für die Belgier erzielte. In der Finalrunde spielten die Belgier Unentschieden gegen die Schweden und verloren gegen die Deutschen. Bei Punktgleichheit mit den Schweden wurden die Belgier wegen der besseren Tordifferenz Dritte.
1936 bei den Olympischen Spielen in Berlin gewannen die Belgier ihre Vorrundengruppe vor den Niederländern. In ihrer Halbfinalgruppe unterlagen sie den Ungarn und besiegten sie die Briten. Nach einem Sieg über die Franzosen und einer Niederlage gegen die Deutschen erhielten die Belgier die Bronzemedaille. Isselé spielte als Rückraumspieler in allen sieben Partien und erzielte insgesamt vier Tore, davon zwei gegen die Briten.
Zwei Jahre später bei der Europameisterschaft 1938 in London spielten alle Mannschaften gegen alle Mannschaften. Die Belgier gewannen zwei Spiele, spielten einmal Unentschieden und verloren dreimal. Damit wurden sie Vierte hinter Ungarn, Deutschen und den Niederländern. Isselé warf in mindestens fünf Spielen ein Tor, für das Spiel gegen die Briten sind die Torschützen nicht bekannt.
1947 fand in Monte Carlo die erste Europameisterschaft nach dem Zweiten Weltkrieg statt. Isselé warf in der Vorrunde sieben von zehn belgischen Toren. In der Finalrunde trafen die Belgier noch zweimal und belegten den dritten Platz hinter Italien und Schweden.
1948 bei den Olympischen Spielen in London gewannen die Belgier ihre Vorrundengruppe dank der besseren Tordifferenz vor der Mannschaft aus den Vereinigten Staaten. Mit einem Sieg und zwei weiteren Unentschieden erreichten die Belgier die Finalrunde. Dort unterlagen sie gegen Italien und Ungarn. Die Italiener siegten vor den Ungarn und den Niederländern, die Belgier belegten den vierten Platz. Isselé war in allen sieben Spielen als Stürmer dabei. In den beiden Spielen der Vorrunde warf er zehn von 14 Toren. Für die Spiele in den weiteren Runden sind nicht alle Torschützen bekannt.